# Люті створіння
«Люті створіння» («Fierce Creatures») — кінокомедія 1997 року, знята режисерами Фредом Скепсі і Робертом Янгом.

## Сюжет
Міжнародна корпорація Octopus Inc. купує зоопарк у Лондоні. Нове керівництво розробляє план, який, на погляд нового власника, має забезпечити зоопарку фінансове процвітання. Відтепер замість невеликих пухнастих милих істот у клітках залишаться тільки найлютіші істоти, які коли-небудь з'являлися на світі. Події набувають непередбачуваного повороту, коли роздратовані служителі зоопарку на чолі з фахівцем із комах «Багзі» Мелоуном організовують повстання для того, щоб врятувати своїх пухнастих друзів.

## У ролях
- Джон Кліз — Ролло Лі
- Джеймі Лі Кертіс — Вілла Вестон
- Кевін Клайн — Вінс Маккейн / Рід Маккейн
- Роберт Ліндсей — Сідні
- Майкл Пелін — Едрієн
- Ронні Корбетт — Реджі
- Біллі Браун — епізод
- Річард Райдінгс — епізод
- Марія Ейткен — епізод
- Майкл Персівал — епізод
- Фред Еванс — епізод
- Чой-Лінь Ман — епізод
- Тім Поттер — епізод
- Дженні Гелловей — епізод
- Пет Кін — епізод
- Деніс Лілл — епізод
- Гарет Гант — епізод
- Рон Донагі — епізод
- Пол Гей — епізод
- Леон Герберт — епізод
- Дерек Гріффітс — епізод
- Стюарт Райт — епізод
- Керрі Шейл — епізод
- Мак Макдональд — епізод
- Том Джорджсон — епізод
- Джон Бардон — епізод
- Ентоні Педлі — епізод
- Дженні Гуссенс — епізод
- Джорджія Ріс — епізод
- Пітер Сілверліф — епізод
- Кім Вітана — епізод
- Леслі Лоу — епізод
- Шон Френсіс — епізод
- Іан Мітчелл — епізод
- Джулі Саундерс — епізод
- Велері Едмонд — епізод
- Нік Бартлетт — епізод
- Рікко Рос — епізод
- Кейт Гарпер — епізод
- Ніколас Гатчісон — епізод
- Кейт Елдертон — епізод
- Джек Девенпорт — епізод
- Френсіс Поуп — епізод
- Грем Вуд — епізод
- Пітер Еліотт — епізод
- Теренс Конолі — епізод
- Тесса Крокетт — епізод
- Маріо Каллі — епізод
- Тіна Мескелл — епізод
- Ейлса Берк — епізод
- Гіларі Гіш — епізод
- Кері Ловелл — епізод
- Ной Маргеттс — епізод

## Знімальна група
- Режисери — Фред Скепсі, Роберт Янг
- Сценаристи — Джон Кліз, Вільям Голдман
- Оператори — Іан Бейкер, Едріан Біддл
- Композитор — Джері Голдсміт
- Продюсери — Патріція Карр, Стів Ебботт, Джон Кліз, Майкл Шамберг